# Yui (ca sĩ)
Yui (sinh ngày 26 tháng 3 năm 1987), cách điệu là YUI hoặc yui, là một ca sĩ kiêm sáng tác nhạc và nghệ sĩ chơi đa nhạc cụ người Nhật Bản. Trong sự nghiệp solo của mình, cô đã bán ra hơn 5 triệu bản đĩa vật lý tại Nhật Bản. Cô nổi tiếng ở Nhật Bản và các nước xung quanh, từng xếp số một trong các cuộc thăm dò "Nữ nghệ sĩ đáng yêu nhất" của Count Down TV và "Nghệ sĩ bạn muốn cưới nhất" của Music Station, cũng như "Nghệ sĩ Nhật Bản nổi tiếng nhất" (2011) của Đài phát thanh và truyền hình Hồng Kông.
Sinh ra và lớn lên ở tỉnh Fukuoka, cô đã biểu diễn trực tiếp tại nhiều địa điểm khác nhau ở quê nhà trước khi gây chú ý của Sony Music Japan lúc cô mới 17 tuổi rồi phát hành đĩa đơn đầu tay sau ít tháng. Tuy nhiên, các đĩa đơn của cô ấy chỉ đạt được thành công khiêm tốn cho đến khi bài hit đột phá "Good-bye Days" có 44 tuần xuất hiện trên bảng xếp hạng Oricon và biến cô thành một trong những ngôi sao triển vọng của ngành công nghiệp âm nhạc Nhật Bản. Kể từ album đầu tay của Yui mang tên From Me to You, mỗi lần cô phát hành album solo đều giành được ngôi quán quân bảng xếp hạng, với ít nhất một đĩa đơn đạt vị trí quán quân trên bảng xếp hạng Oricon từ năm 2007 cho đến lần tạm ngưng hoạt động thứ hai của cô vào năm 2012, trong đó có 5 đĩa đơn quán quân liên tiếp từ giữa năm 2008 đến cuối năm 2010. Sau khi giải nghệ sự nghiệp solo vào năm 2012, cô thành lập ban nhạc Flower Flower vào năm 2013.

## Thân thế và sự nghiệp

### Thân thế
Yui sinh ra ở Fukuoka, Nhật Bản. Associated Press đưa tin rằng tên đầy đủ của cô ấy là Yoshioka Yui.
Cô lớn lên trong một gia đình đơn thân, cha cô bỏ mẹ cô khi cô mới ba tuổi. Khi lớn lên, Yui khẳng định rằng cô luôn gắn bó mật thiết với âm nhạc, khi cô nhớ những nhịp điệu của bản nhạc mà cô nghe trên đài và có thể hát nó. Khi còn học tiểu học, Yui đã muốn trở thành ca sĩ. Tự nhận mình là một đứa trẻ nhút nhát và ngại nói chuyện với người khác, cô thường chơi một mình ở ngoài trời trên núi, sông, bên bờ biển và trên cánh đồng lúa.
Trong năm học tiểu học thứ ba, cô được mẹ tác động để bắt đầu viết nhật ký về những cảm xúc của mình và cố sáng tác chúng thành thơ. Khi Yui học trung học, cô bắt đầu sáng tác các bài hát, nghĩ rằng như thế có thể giãi bày bản thân từng chút một. Khi còn học trung học, cô đã làm việc bán thời gian tại một nhà hàng Trung Quốc để trang trải học phí. Tuy nhiên, giữa âm nhạc, trường học và công việc, cô chỉ có một hoặc hai giờ để ngủ và tin rằng mình không còn thời gian để thực hiện ước mơ về sự nghiệp âm nhạc. Sau đấy cô bị ốm; tuy nhiên, chính tại bệnh viện, cô đã tràn ngập mong muốn được làm nhạc, và cuối cùng quyết định rằng trường học và âm nhạc không thể cùng tồn tại.
Ngay sau khi xuất viện, cô đã có cơ hội xem buổi biểu diễn trực tiếp trên đường phố đầu tiên của mình. Cô ấy bày tỏ mong muốn theo đuổi sự nghiệp âm nhạc với ban nhạc Bianco Nero vào cuối buổi diễn. Ban nhạc khuyên Yui tham gia một trường dạy nhạc tư nhân, juku. Bất chấp chuẩn mực xã hội là phải học hết phổ thông ở Nhật Bản và sự ngăn cản của giáo viên, Yui không ngần ngại bỏ học cấp ba và bắt đầu học guitar và sáng tác tại trường luyện thi âm nhạc "Voice" ở quê hương Fukuoka của cô. Với mong muốn trở thành một nghệ sĩ chuyên nghiệp, cô đi biểu diễn trên đường phố tại Nhà ga Tenjin của Fukuoka. Những buổi biểu diễn đường phố này đã giúp Yui vượt qua sự nhút nhát của mình.

### Khởi đầu sự nghiệp
Sự nghiệp chuyên nghiệp của Yui bắt đầu vào tháng 3 năm 2004 khi nhờ lời giới thiệu của các giảng viên trường luyện thi, cô đã đăng ký tham gia buổi thử giọng do Sony Music Japan tổ chức. Mặc dù được hướng dẫn rằng một thí sinh chỉ có thể trình bày hai bài hát, song đầu tiên cô hát bài "Why Me" (sau này được đưa vào đĩa đơn đầu tay của cô với Sony Records), kế tiếp là "It's Happy Line" rồi đến một nửa bài "I Know", cô chưa trình bày hết bài hát thứ ba vì Yui muốn ban giám khảo nghe một bài hát tràn đầy hy vọng.
Ban giám khảo chấm cô điểm tối đa. Mặc dù "I Know" chưa hoàn chỉnh vào thời điểm đó, nhưng các giám khảo đã có thể hiểu sơ qua cái mà về sau được mệnh danh là "Yui-go" (YUI語), hay Yui-speak, thứ tiếng Anh vô nghĩa được ngâm nga theo giai điệu trong lúc cô sáng tác. Một ví dụ như thế về Yui-go có thể thấy trong bộ phim Taiyō no Uta.

### From Me to You(2005–2006)
Khi rời quê hương Fukuoka để đến Tokyo, Yui đã sáng tác bài hát "Feel My Soul" nhằm tri ân quê hương mình. Mặc dù lúc đầu cô định phát hành bài hát trên một hãng indie, song nhà sản xuất Yamaguchi của Fuji Television đã được giọng hát của Yui truyền cảm hứng đến mức anh nhất quyết mời cô làm nhạc cho bộ phim truyền hình Fukigen na Gene vào khung giờ vàng của mình , trước khi phát hành đĩa đơn trên hãng thu âm lớn. Nhạc trong Fukigen na Gene sau cùng dựa trên các bài hát "Feel My Soul" và "It's Happy Line" của cô.
Ngày 23 tháng 2 năm 2005, Yui phát hành đĩa đơn đầu tay trên hãng đĩa lớn "Feel My Soul." Với sự quảng bá của bộ phim truyền hình có lồng ca khúc làm nhạc phim, "Feel My Soul" đã bán ra hơn 100.000 bản và đứng ở vị trí thứ 8 trên bảng xếp hạng Oricon Weekly Charts trong tuần đầu tiên. Ba đĩa đơn tiếp theo của cô gồm "Tomorrow's Way" (bài hát nhạc hiệu phim Hinokio), "Life" (bài nhạc hiệu kết thúc thứ 5 của bộ anime Bleach), và "Tokyo" không giành thứ hạng cao như "Feel My Soul", và chỉ đạt thành công khiêm tốn. Ngày 22 tháng 2 năm 2006, Yui phát hành album đầu tay mang tên From Me to You; nhạc phẩm gặt hái thành công khiêm tốn khi ra mắt ở vị trí thứ 4 trên bảng xếp hạng Oricon, trụ hạng trong 121 tuần.

### Can't Buy My Love(2006–2007)
Yui có vai diễn đầu tay trong trong bộ phim truyện điện ảnh Taiyō no Uta (tiếng Nhật: タイヨウのうた), khởi chiếu vào ngày 17 tháng 6 năm 2006. Bộ phim được trình chiếu tại Liên hoan phim Cannes 2006. Cô có một cách tiếp cận vai diễn độc đáo, chẳng hạn như tưởng tượng những cuộc hội thoại không theo kịch bản giữa các nhân vật khác và của cô cũng như ở trong phòng của nhân vật, đồng thời điều chỉnh kiểu ngủ khác thường của nhân vật để giúp chính cô nhập vai. Yui tham dự giải Viện Hàn lâm Nhật Bản, và thắng giải Diễn viên mới xuất sắc nhất cho Taiyō no Uta. Trước khi bộ phim ra mắt, Yui đã phát hành đĩa đơn thứ năm "Good-bye Days" được sáng tác riêng cho bộ phim. Đây là đĩa đơn bán chạy nhất của cô với hơn 200.000 bản tiêu thụ. Cả ba bài trong đĩa đơn đều có mặt trong Taiyō no Uta. Đĩa đơn này còn được tái phát hành ca khúc "It's Happy Line," lúc đầu được phát hành trong đĩa đơn đầu tay của cô.
Cô phát hành album thứ hai Can't Buy My Love vào ngày 4 tháng 4 năm 2007. Album có hai tuần nắm vị trí số 1 trên bảng xếp hạng Oricon, phá vỡ toàn bộ kỷ lục bán các album trước của cô trong một tuần. Can't Buy My Love đã tiêu thụ hơn 680.000 bản. Nhờ thành công của Can't Buy My Love, mà album trước của Yui là From Me to You một lần nữa lọt vào bảng xếp hạng, tính thêm 9.000 bản nữa vào phần đếm doanh số của Oricon.

### I Loved Yesterday(2007–2008)
Yui phát hành đĩa đơn thứ 9 "My Generation/Understand" vào ngày 13 tháng 6 năm 2007. Đây là đĩa đơn kép mặt A đầu tiên của cô. "My Generation" được chọn làm bài nhạc kết cho bộ phim truyền hình Seito Shokun!, còn "Understand" được chọn làm bài nhạc hiệu cho bộ phim điện ảnh Dog in a Sidecar (サイドカーに犬), (với sự tham gia của senpai Takeuchi Yūko tại Stardust Promotion). Đĩa đơn giành ngôi quán trên Oricon Weekly Charts trong tuần đầu tiên phát hành.
Đĩa đơn thứ 10 của cô là "Love & Truth" được phát hành vào ngày 26 tháng 9 năm 2007. Bài tiêu đề là bài nhạc hiệu bộ phim điện ảnh Closed Note (クローズド・ノート) (với sự tham gia của Sawajiri Erika cũng thuộc biên chế Stardust). Trong thời gian này, hai album trước của cô được tái phát hành lại dưới dạng Winter Sleeve Editions với các bìa thay thế lấy từ buổi chụp hình "Love & Truth" của cô. DVD buổi hòa nhạc trực tiếp đầu tiên của cô mang tên Thank You My Teens được phát hành vào ngày 14 tháng 11 năm 2007, chứa các thước phim ghi lại chuyến lưu diễn hòa nhạc trực tiếp thứ hai của cô.
Ngày 19 tháng 11 năm 2007, Yui mở liveshow đầu tiên của mình tại Nippon Budokan và nhanh chóng bán cháy vé. Buổi hòa nhạc Budokan được thiết kế tương tự như một buổi biểu diễn trực tiếp, theo góc nhìn từ một cây viết của B-Pass thì đây là nơi phù hợp khi xem xét xuất phát điểm làm nghệ sĩ đường phố của cô trên các con phố Fukuoka.
Yui bắt đầu năm 2008 bằng đĩa đơn thứ 11 có tên "Namidairo", phát hành vào ngày 27 tháng 2 năm 2008. Yui sáng tác bài hát nhằm thể hiện cái hình ảnh "mang âm hưởng ly kỳ và buồn bã" cho bộ phim truyền hình 4 Shimai Tantei Dan. Trong lúc sáng tác, nữ nghệ sĩ cố truyền tải cảm giác khi nói "Em ổn" để không làm người yêu cô lo lắng, và trong những dịp như vậy, chúng ta nhận ra những điều nhỏ nhặt mà bình thường chúng ta không để ý ra sao. Đoạn điệp khúc trong bài được Yui tình cờ sáng tác trong lần ca hát đầu của cô.
Album phòng thu thứ ba của cô được phát hành vào ngày 9 tháng 4 năm 2008, có nhan đề I Loved Yesterday. Album nhanh chóng giành ngôi quán quân trên Oricon Weekly Charts và bán ra hơn 400.000 bản, xếp sau album thứ hai của cô. Ca khúc thứ 10 trong album có tựa "Oh Yeah" được sử dụng làm nhạc hiệu mở đầu cho chương trình truyền hình buổi sáng Mezamashi TV. Bản giới hạn của album chứa một đĩa DVD ghi lại các MV những đĩa đơn trước của cô ấy và thước phim quay cô trình bày trực tiếp tại show Nippon Budokan. Album là tập hợp chủ yếu các bản nửa ballad với nhiều đề tài giống như các sản phẩm trước của cô, chẳng hạn như tuổi trẻ.
Chuyến lưu diễn thứ ba của Yui mang tên "Oui: I Loved Yesterday'" khai mạc vào tháng 5 năm 2008 và kéo dài đến tháng 7.

### My Short Stories/Holidays in the Sun(2008–2010)
Ngày 2 tháng 7 năm 2008, Yui phát hành "Summer Song", một lần nữa đoạt ngôi quán quân trên Oricon Weekly Charts. "Summer Song" đã bán được 83.440 bản trong một tuần, trở thành đĩa đơn có doanh số tuần đầu tiên cao thứ hai của nữ ca sĩ sau "Love & Truth".
Yui đã phát hành album biên tập mặt B My Short Stories vào ngày 12 tháng 11 năm 2008; album ra mắt ở vị trí số 1 trên Oricon. Album tập hợp tất cả các bài mặt B trong tất cả các đĩa đơn của cô tính đến thời điểm ấy, cùng với một bài hát mới là "I'll Be." Yui là nữ nghệ sĩ thứ hai trong lịch sử có album biên tập mặt B đứng đầu bảng xếp hạng Oricon, sau Touch Me của Matsuda Seiko năm 1984. Album biên tập cuối cùng giành ngôi quán quân là B-Side của Mr. Children vào tháng 5 năm 2007. Nhờ thành công của My Short Stories, doanh số bán album đầu tiên From Me to You của cô đã tăng trở lại.
Trong bài blog "Nhật ký Yui" của mình vào ngày 29 tháng 8 năm 2008, Yui cho biết cô sẽ tạm dừng sự nghiệp của mình, không xuất hiện trước công chúng sau khi phát hành album. Cô khẳng định khoảng thời gian nghỉ ngơi sẽ giúp cô tập trung hoàn toàn cho những kế hoạch trong năm tới. Trong thời gian nghỉ ngơi này, cô đồng sáng tác bài hát "I Do It" với ban nhạc nữ Stereopony của Okinawa. Bài hát được phát hành dưới dạng đĩa đơn thứ ba của Stereopony vào ngày 22 tháng 4 năm 2009.
Yui thông báo trở lại sau 5 tháng tạm ngưng hoạt động vào ngày 25 tháng 3 năm 2009 trên trang web chính thức của mình. Đĩa đơn kỷ niệm màn tái xuất của cô là một bài hát có tiết tấu nhanh mang tên "Again". Bài hát được chọn làm bài nhạc hiệu mở đầu cho mùa mới của bộ anime Hagane no Renkinjutsushi Fullmetal Alchemist, bắt đầu trình chiếu vào ngày 5 tháng 4 năm 2009. Đĩa đơn được phát hành vào ngày 3 tháng 6 năm 2009. "Again" đã giành ngôi đầu bảng xếp hạng Oricon, bán ra hơn 110.000 bản trong tuần đầu tiên. Đĩa đơn có doanh thu tuần mở màn cao nhất đối với một nữ ca sĩ trong năm 2009.
Trang web Yui-net.com của cô thông báo phát hành đĩa đơn kép-mặt A thứ hai của mang tên "It's All Too Much/Never Say Die" vào ngày 27 tháng 7 năm 2009. Hai ca khúc đã có mặt trong bộ phim chuyển thể của Kaiji dưới dạng bài nhạc hiệu và bài nhạc lồng vào. Đĩa đơn được phát hành vào ngày 7 tháng 10 năm 2009, còn Kaiji ra rạp vào ngày 10 tháng 10 năm 2009. Đĩa đơn ra mắt ở vị trí số 1, bán được 75.000 bản trong tuần tiêu thụ đầu tiên, trở thành đĩa đơn quán quân thứ 5 của cô. Ngày 20 tháng 1 năm 2010, Yui phát hành "Gloria", bán được hơn 80.000 bản trong tuần đầu tiên và một lần nữa đứng đầu bảng xếp hạng Oricon. Đĩa đơn tiếp theo của cô có tên "To Mother", được phát hành vào ngày 2 tháng 6 năm 2010 và một lần nữa đoạt ngôi đầu bảng xếp hạng.
Ngày 14 tháng 7 năm 2010, Yui phát hành album phòng thu thứ 4 Holidays in the Sun, gồm 5 đĩa đơn của cô từ "Summer Song" đến "To Mother". Nhạc phẩm trở thành album thứ 4 liên tiếp của cô đứng đầu bảng xếp hạng Oricon, sau cùng đã bán được hơn 300.000 bản và đoạt chứng nhận Bạch kim.

### How Crazy Your Love(2010–2013)
Đĩa đơn "Rain" của cô được phát hành vào ngày 24 tháng 11 năm 2010. Yui đã phát hành đĩa kép-mặt A "It's My Life/Your Heaven" vào ngày 26 tháng 1 năm 2011. Yui đến Thụy Điển để ghi hình MV "Your Heaven", đồng thời sản xuất một bộ phim ngắn kể về hành trình của cô đến nhiều nơi và cửa hàng khác nhau ở Thụy Điển.
DVD ghi lại chuyến lưu diễn của Yui là Holidays in the Sun được phát hành vào ngày 9 tháng 3. Đĩa đơn "Hello (Paradise Kiss)" của cô được phát hành vào ngày 1 tháng 6 năm 2011, các bài mặt A và mặt B lần lượt được chọn làm bài nhạc hiệu và bài nhạc kết thúc của bộ phim người đóng "Paradise Kiss". Ngày 16 tháng 6 năm 2011, Yui đến Hồng Kông để dự buổi hòa nhạc nước ngoài đầu tiên của cô tại AsiaWorld-Expo Arena, trình diễn trước sức chứa 14.000 khán giả của nhà thi đấu.
Yui đã ghé thăm các trường học ở những khu vực chịu ảnh hưởng của trận động đất và sóng thần Tōhoku năm 2011 vào ngày 7 tháng 7 năm 2011 và biểu diễn một buổi hòa nhạc từ thiện. Đĩa đơn "Green a. Live" chứa đựng những cảm xúc và suy nghĩ của cô có được từ chuyến thăm và được phát hành vào ngày 5 tháng 10 năm 2011. Ca khúc được phát sớm trên chương trình phát School of Lock của Tokyo FM vào ngày 22 tháng 8. "Gree a.Live" đứng đầu bảng xếp hạng và trở thành đĩa đơn quán quân đầu tiên của cô kể từ "To Mother".
Ngày 2 tháng 11 năm 2011, Yui phát hành album thứ 5 và cũng là album cuối cùng trong sự nghiệp solo là How Crazy Your Love. Album ra mắt ở vị trí số một trên bảng xếp hạng hàng ngày, tiêu thụ dưới 50.000 bản trong ngày đầu tiên phát hành rồi tiếp tục giành ngôi quán quân trên bảng xếp hạng hàng tuần - biến How Crazy Your Love trở thành album thứ 5 liên tiếp của cô giành ngôi đầu bảng hàng tuần. Cô khởi động chuyến lưu diễn lớn thứ năm vào ngày 11 tháng 11 năm 2011 nhằm quảng bá cho album mới đây của mình với đề tài chính là du ngoạn biển.
Đĩa đơn sắp tới của Yui được thông báo nhờ việc cô tham gia Ncon (Nコン), một cuộc thi trường nhạc cấp quốc gia, nơi các trường tranh tài tái thể hiện tốt nhất các bài hát do những nghệ sĩ chọn lọc sáng tác cho một đề tài cụ thể của năm đó. Yui được chọn để sáng tác cho hạng mục trung học. Bài hát cuối cùng được tiết lộ là "Fight" trên R no Housoku (Rの法則), và được phát hành vào ngày 5 tháng 9 năm 2012.
Trong một video đăng tải trên kênh Vevo chính thức của Yui vào ngày 18 tháng 12 năm 2012, cô thông báo rằng mình sẽ tạm dừng hoạt động âm nhạc. Cô giải thích rằng "...Yui rất quý giá và đặc biệt đối với tôi, vì vậy tôi muốn để nó như thế một thời gian." Chia sẻ với người hâm mộ, cô nói: "Thật ra, một phần lý do tôi lại tạm ngừng hoạt động lần nữa là vì lợi ích của người hâm mộ. Lý do lớn nhất là tôi không muốn họ nhìn thấy tôi với trái tim bị tổn thương, nếu điều đó xảy ra."

### Flower Flower và hợp tác khác (2013–nay)
Yui đã trở lại ngay sau khi tạm ngưng hoạt động với một ban nhạc mới tên là Flower Flower chuyên đi biểu diễn ẩn danh trên khắp Nhật Bản. Kể từ đó, ban nhạc đã phát hành bốn đĩa đơn kỹ thuật số và chỉ riêng ở Nhật Bản; "Tsuki (月)," "Kamisama (神様)," "Natsu/Aki (夏/秋)" và "Subarashii Sekai (素晴らしい世界)". Ngày 27 tháng 3 năm 2014, Yui tiết lộ trên blog của ban nhạc rằng cô được chẩn đoán mắc bệnh rối loạn hoảng sợ, dẫn đến việc hủy bỏ một số buổi trình bày. Tuy nhiên, kế đến ban nhạc phát hành album phòng thu đầu tiên Mi (実) vào ngày 26 tháng 11 năm 2014. Album tiếp tục ra mắt ở vị trí thứ 5 trên bảng xếp hạng Oricon hàng tuần, trụ hạng trong 11 tuần.
Ngày 17 tháng 4 năm 2015, nữ ca sĩ thông báo trên blog chính thức của ban nhạc Flower Flower rằng cô đã kết hôn với một người đàn ông ngoài ngành và cô đang mang thai. Tháng 8 năm 2015, có thông báo rằng Yui đã hạ sinh đôi hai bé trai khỏe mạnh.
Flower Flower đã phát hành đĩa đơn vật lý đầu tiên của ban nhạc là "Takaramono (宝物)" vào ngày 9 tháng 9 năm 2016; đĩa đơn ra mắt ở vị trí thứ 10 và trụ hạng trong 5 tuần. Khi nói về việc trình làng đĩa đơn sau gần một năm rưỡi từ dự án trước của mình, Yui chia sẻ: "Tôi không nghĩ mình có thể phát hành các bài hát một lần nữa, và thật lòng mà nói tôi rất vui vì mình có thể làm vậy."
Mùa hè năm 2017, Flower Flower đã xuất hiện ở nhiều nhạc hội khác nhau, kể cả tại Rock in Japan Festival 2017 và Summer Sonic 2017, dẫn đến suy đoán rằng ban nhạc sẽ phát hành đĩa đơn thứ hai. Trong một chuỗi hòa nhạc ở Osaka và Tokyo, nhóm thông báo rằng họ sẽ phát hành "Mannequin (マネキン)" vào ngày 2 tháng 8 năm 2017. Trong một cuộc phỏng vấn được phát hành trên trang web của ban nhạc, Yui kể rằng mặc dù sáng tác đầu tiên của bài hát là một ca khúc pop rock "mùa hè", phản ánh trong tài liệu quảng cáo kiểu pop, song trong quá trình tiền kỳ và thu âm, sau cùng bài hát chuyển sang hướng hard rock. Khi so sánh đĩa đơn này với bài hát mặt B "Drama (ドラマ)", Yui tin rằng việc đặt một đĩa đơn mạnh mẽ, chuyển soạn kiểu viễn Tây trong "Mannequin" cùng với bài hát duyên dáng hơn là "Drama" sẽ mang lại cân bằng tốt.
Ngày 11 tháng 11 năm 2017, Yui đính chính thông tin từ giới truyền thông rằng nữ ca sĩ đã ly hôn chồng vào cuối tháng 8 năm 2017. Cô có quyền nuôi hai cậu con trai sinh đôi mà họ đã có với nhau.
Flower Flower phát hành album phòng thu thứ hai của ban nhạc là "Spotlight (スポットライト)" vào ngày 14 tháng 3 năm 2018. "Spotlight" được phát hành 2 năm rưỡi sau album trước là Mi của Flower Flower, nhưng gồm các bài hát được sản xuất và trình bày trực tiếp trong các buổi trình diễn trực tiếp đầu tiên của Flower Flower.

## Danh sách phim

### DVD
- 2007: Thank You My Teens
- 2011: Yui 4th Tour 2010: Hotel Holidays in the Sun
- 2012: Yui 5th Tour 2012 Cruising: How Crazy Your Love

### Điện ảnh và truyền hình
| Năm  | Tựa phim     | Vai diễn            |
| ---- | ------------ | ------------------- |
| 2006 | Taiyō no Uta | Kaoru Amane (Chính) |
| 2011 | Kaitō Royale | Khách mời           |

## Biểu diễn trực tiếp

### Lưu diễn
- Yui First Tour 2006 "7 Street": Live Life Love (21 tháng 3  – 18 tháng 4 năm 2006)
- Yui Second Tour 2007 "Spring & Jump": Can't Buy My Love (13 tháng 4 năm – 1 tháng 6 năm 2007)
- Yui Third Tour 2008 "Oui": I Loved Yesterday (5 tháng 5 – 19 tháng 7 năm 2008)
- Yui Fourth Tour 2010: Hotel Holidays in the Sun (12 tháng 9 – 2 tháng 11 năm 2010)
- Yui Fifth Tour 2011: "Cruising": How Crazy Your Love (11 tháng 11 năm 2011 – 25 tháng 1 năm 2012)[47]

### Biểu diễn một ngày
- Yui Live 2007 tại Nippon Budokan (19 tháng 11 năm 2007)
- Yui Live 2011: Hong Kong Hotel Holidays in the Sun (26 tháng 6 năm 2011)

## Đề cử và giải thưởng
| Năm  | Tác phẩm đề cử      | Giải | Kết quả   |
| ---- | ------------------- | --- | --------- |
| 2007 | Chính cô            | 20th Japan Gold Disc Awards: Nghệ sĩ của năm                                                             | Đề cử     |
| 2007 | Chính cô            | Giải Viện Hàn lâm Nhật Bản lần thứ 30: Tân binh của năm                                                  | Đoạt giải |
| 2007 | Good-bye Days       | Giải Video âm nhạc của MTV Nhật Bản: Video xuất sắc nhất trích từ một bộ phim điện ảnh (từ Taiyō no Uta) | Đề cử     |
| 2008 | Chính cô            | MTV Student Voice Award 2008: Nghệ sĩ xuất sắc nhất                                                      | Đoạt giải |
| 2008 | Love & Truth        | Giải Video âm nhạc của MTV Nhật Bản: Video nhạc pop xuất sắc nhất                                        | Đề cử     |
| 2008 | Love & Truth        | Giải Video âm nhạc của MTV Nhật Bản: Video xuất sắc nhất trích từ một bộ phim điện ảnh (từ Closed Note)  | Đề cử     |
| 2008 | My Generation       | Space Shower Music Video Awards 08: Video nhạc pop xuất sắc nhất                                         | Đoạt giải |
| 2010 | Gloria              | 1st Brazil's J-Station Music Awards: Bài hit của năm                                                     | Đoạt giải |
| 2011 | Rain                | Giải Video âm nhạc của MTV Nhật Bản: Video nữ xuất sắc nhất                                              | Đề cử     |
| 2011 | Holidays in the Sun | Giải Video âm nhạc của MTV Nhật Bản: Album của năm                                                       | Đề cử     |